# Dispersionsrelation
In der Physik beschreibt die Dispersionsrelation (lat. dispergere ‚verteilen', ‚ausbreiten', ‚zerstreuen') den Zusammenhang zwischen dem Ablauf eines physikalischen Prozesses (Frequenz, Energie) und den Eigenschaften der ihn beschreibenden Größen (Wellenzahl, Brechungsindex, Ausbreitungsgeschwindigkeit, Impuls).
Mathematisch ist die Dispersionsrelation die Beziehung zwischen der Kreisfrequenz {\displaystyle \omega } und der Kreiswellenzahl {\displaystyle k}. Sie wird aus der linearen Wellengleichung durch eine Fouriertransformation in Raum und Zeit gewonnen und hat die Form
{\displaystyle \omega =\Omega (k)}.
Im einfachsten Fall sind Kreisfrequenz und Kreiswellenzahl stets proportional
{\displaystyle \omega =v_{\text{Phase}}\cdot k},
mit der konstanten Phasengeschwindigkeit {\displaystyle v_{\text{Phase}}={\frac {\omega }{k}}}. In diesem Fall gibt es keine Dispersion.
Die Geschwindigkeit eines Wellenpakets ist dagegen die Gruppengeschwindigkeit {\displaystyle v_{\text{Gruppe}}={\frac {\mathrm {d} \Omega }{\mathrm {d} k}}} oder im dreidimensionalen Fall {\displaystyle {\vec {v}}_{\text{Gruppe}}={\frac {\mathrm {d} \Omega }{\mathrm {d} {\vec {k}}}}}.
Ein Wellenpaket besteht aus Wellen verschiedener Frequenzen, die unterschiedliche Phasengeschwindigkeiten haben können. Daher läuft ein Wellenpaket im Allgemeinen auseinander. Wellenpakete, die aufgrund nichtlinearer Effekte trotz Dispersion nicht auseinanderlaufen, werden als Solitonen bezeichnet.

## Optik

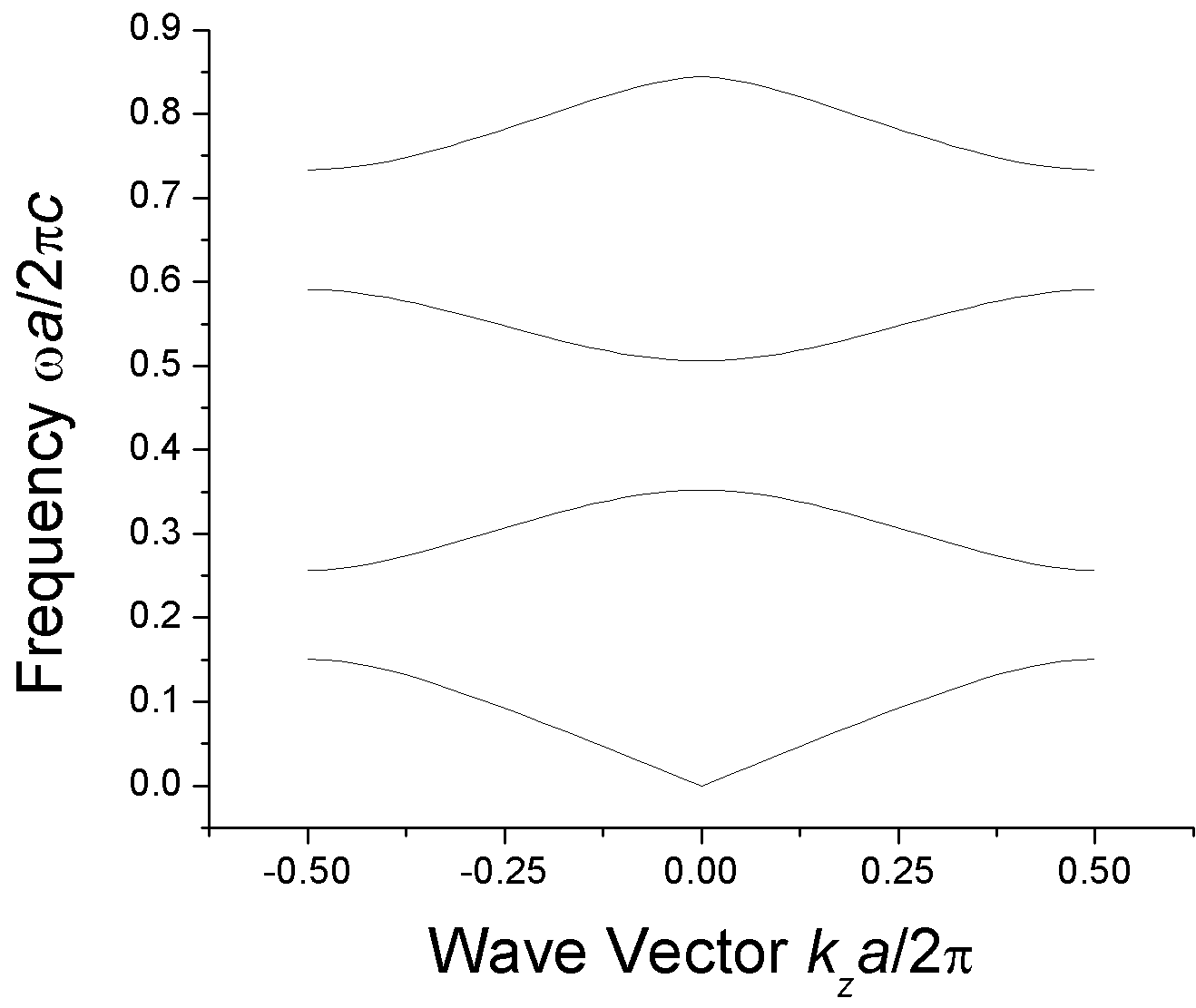
Bandstruktur eines eindimensionalen photonischen Kristalls. Die Dispersionsrelation lässt sich direkt an der Steigung der Bänder ablesen

Die Dispersionsrelation der Optik als Ausbreitung elektromagnetischer Wellen in nichtleitenden Medien lautet:
{\displaystyle \omega ={\frac {1}{\sqrt {\mu \varepsilon }}}\,k=\Omega (k)}
mit der Permittivität {\displaystyle \varepsilon } und der Permeabilität {\displaystyle \mu }. Die Phasengeschwindigkeit von Licht in einem Medium beträgt
{\displaystyle v_{\text{Phase}}={\frac {\omega }{k}}={\frac {1}{\sqrt {\mu \varepsilon }}}={\frac {c}{n(\omega )}}=c_{\text{M}}}
mit der der Vakuumlichtgeschwindigkeit {\displaystyle c}. Der (komplexe) Brechungsindex {\displaystyle n} tritt in Abhängigkeit der Kreisfrequenz {\displaystyle \omega } auf:
{\displaystyle n(\omega )={\sqrt {{\frac {\mu }{\mu _{0}}}\,{\frac {\varepsilon }{\varepsilon _{0}}}}}\quad {\text{und }}c={\frac {1}{\sqrt {\mu _{0}\varepsilon _{0}}}}}
mit der  elektrischen Feldkonstante {\displaystyle \varepsilon _{0}} und der magnetischen Feldkonstante {\displaystyle \mu _{0}}. Die Gruppengeschwindigkeit
{\displaystyle v_{\text{Gruppe}}={\frac {\mathrm {d} \Omega }{\mathrm {d} k}}={\frac {c}{n(\omega )+\omega {\frac {\mathrm {d} n}{\mathrm {d} \omega }}}}}
kann je nach Vorzeichen von {\displaystyle {\textstyle {\frac {\mathrm {d} n}{\mathrm {d} \omega }}}} deutlich von der Phasengeschwindigkeit abweichen. Normale Dispersion liegt für {\displaystyle {\textstyle {\frac {\mathrm {d} n}{\mathrm {d} \omega }}}>0} vor und anomale Dispersion für {\displaystyle {\textstyle {\frac {\mathrm {d} n}{\mathrm {d} \omega }}}<0}.

## Teilchenphysik und Materiewellen
Da die Frequenz immer in Zusammenhang mit der Energie steht
{\displaystyle \omega ={\frac {E}{\hbar }}}
und die Wellenzahl (bzw. der Wellenvektor) mit dem Impuls {\displaystyle p}
{\displaystyle {\vec {k}}={\frac {\vec {p}}{\hbar }},}
bezeichnet man die Energie-Impuls-Beziehungen der Teilchenphysik auch als Dispersionsrelation (oder Dispersionsbeziehung) der Materiewelle, z. B. bei freien Elektronen im nicht-relativistischen Grenzfall:
{\displaystyle {\begin{aligned}&&E&={\frac {p^{2}}{2m}}\\\Rightarrow &&\hbar \,\omega &={\frac {\hbar ^{2}k^{2}}{2m}}\\\Leftrightarrow &&\omega &={\frac {\hbar }{2m}}k^{2}=\Omega (k),\end{aligned}}}
wobei {\displaystyle \hbar } die reduzierte Planck-Konstante und {\displaystyle m} die Masse des Teilchens bezeichnet. Die Phasengeschwindigkeit der Materiewelle eines freien Teilchens beträgt
{\displaystyle v_{\text{Phase}}={\frac {\omega }{k}}={\frac {\hbar k}{2m}}}
und die Gruppengeschwindigkeit:
{\displaystyle v_{\text{Gruppe}}={\frac {\mathrm {d} \Omega }{\mathrm {d} k}}={\frac {\hbar k}{m}}=2\cdot v_{\text{Phase}}}
Das Ergebnis erlaubt die klassische Beschreibung des freien Teilchens mit einer minimalen Ortsunschärfe {\displaystyle \Delta x} mit der Geschwindigkeit {\displaystyle v_{\text{Gruppe}}=v=p/m} in den Fällen, in denen mit der Impulsunschärfe {\displaystyle \Delta p=h\Delta v_{\text{Gruppe}}} aus der Heisenbergsche Unschärferelation {\displaystyle \Delta x\cdot \Delta p\geq h} folgt, dass {\displaystyle \Delta x\geq h/m\Delta v_{\text{Gruppe}}} ist.

## Festkörperphysik
In der Festkörperphysik wird die Dispersion als Zusammenhang zwischen Energie bzw. Kreisfrequenz und Wellenzahl eines Teilchens oder Quasiteilchens angegeben. In Festkörpern wird dabei einerseits den Phononen (Gitterschwingungen des Atomgitters) eine Phononen-Dispersionsrelation zugeordnet, andererseits kann den Elektronen eine Elektronen-Dispersionsrelation zugeordnet werden, die mit Hilfe der Bandstruktur beschrieben wird.

## Beispiele von Dispersionsrelationen

### Elektronen im Festkörper (Bandstruktur)
In einem Kristall mit periodischer Gitterstruktur kann die Dispersionsrelation für Elektronen durch eine Bandstruktur beschrieben werden:
{\displaystyle E(\mathbf {k} )=E_{0}+{\frac {\hbar ^{2}k^{2}}{2m^{*}}}=\hbar \omega \quad {\text{bzw. }}\omega =\omega _{0}+{\frac {\hbar k^{2}}{2m^{*}}}}
wobei {\displaystyle m^{*}} die effektive Masse des Elektrons ist.

### Plasmonen (Kollektive Schwingungen in einem Plasma)
Für Plasmonen als longitudinale Plasmaschwingungen ist die Dispersionsrelation:
{\displaystyle \omega ={\sqrt {\omega _{p}^{2}+c^{2}k^{2}}}}
wobei {\displaystyle c} die Lichtgeschwindigkeit und {\displaystyle \omega _{p}=4\pi Ne^{2}/m_{e}} die Plasmafrequenz ist, gebildet aus der Elektronendichte {\displaystyle N}, der Elektronenladung {\displaystyle e} und der Elektronenmasse {\displaystyle m_{e}}.

### Schwerewellen auf einem Meer endlicher Tiefe
Für Meereswellen als Schwerewellen lautet die Dispersionsrelation nach
{\displaystyle \omega =\Omega (k)={\sqrt {gk\tanh(kh)}}\qquad {\text{mit }}\tanh(kh)={\frac {1}{2}}{\frac {{\text{e}}^{kh}-{\text{e}}^{-kh}}{{\text{e}}^{kh}+{\text{e}}^{-kh}}}}
mit der Schwerebeschleunigung {\displaystyle g} und der Wassertiefe {\displaystyle h}. Die Funktion

### Tiefwasserwellen
Für Tiefwasserwellen gilt {\displaystyle kh\gg 1} und damit {\displaystyle \tanh(kh)\approx 1}. Für diese Wellen nähert sich die Dispersionsrelation zu
{\displaystyle \omega ={\sqrt {gk}}}
mit der Schwerebeschleunigung {\displaystyle g} und der Wellenzahl {\displaystyle k}.

### Seichtwasserwellen
Für Seichtwasserwellen der Tiefe {\displaystyle h} gilt {\displaystyle kh\ll 1} und damit {\displaystyle \tanh(kh)\approx (kh)}. Für diese Oberflächenwellen beträgt die Dispersionsrelation
{\displaystyle \omega ={\sqrt {gk\tanh(kh)}}\approx {\sqrt {gk\,kh}}={\sqrt {gh}}\,k}
mit der Schwerebeschleunigung {\displaystyle g} und der Wellenzahl {\displaystyle k}. Damit sind sowohl die Phasengeschwindigkeit {\displaystyle v_{\Omega }} und die Gruppengeschwindigkeit {\displaystyle v_{g}} konstant:
{\displaystyle v_{\Omega }={\frac {\omega }{k}}={\sqrt {gh}}\quad {\text{und}}\quad v_{g}={\frac {{\text{d}}\omega }{{\text{d}}k}}={\sqrt {gh}}}
Im Gegensatz zu Sturmwellen, bei denen die Wasserschichten ab einer Tiefe von etwa 200 m unbewegt bleiben, wird bei einem Tsunami das gesamte Wasservolumen vom Meeresboden bis zur Oberfläche in Bewegung gesetzt. Auf dem offenen Meer können Tsunamis Wellenlängen von 100 bis 300 km erreichen, in seltenen Fällen sogar bis zu 500 km. Die Wellenzahlen {\displaystyle k=2\pi /\lambda } reichen dabei von {\displaystyle {\text{6,3}}\cdot 10^{-5}{\text{ m}}^{-1}} bis {\displaystyle 10^{-5}{\text{ m}}^{-1}}. Selbst in Ozeanen mit einer Tiefe von etwa {\displaystyle h=5.000\,{\text{m}}} ist das Produkt {\displaystyle kh} maximal {\displaystyle kh\sim {\text{0,3}}<1}. Tsunamis sind also vom Verhalten her Seichtwasserwellen, die Geschwindigkeiten von
{\displaystyle v_{g}={\frac {{\text{d}}\omega }{{\text{d}}k}}={\sqrt {gh}}={\sqrt {{\text{9,81}}\cdot 5.000}}\,{\text{m/s}}=220\,{\text{m/s}}=800\,{\text{km/h}}.}
erreichen – fast die Geschwindigkeit eines Jumbo-Jets!

### Schwerewellen unter dem Einfluss von Oberflächenspannung
Berücksichtigt man bei den Meereswellen zusätzlich die Kapillarwellen, so erweitert sich die Dispersionsrelation zu
{\displaystyle \omega =\Omega (k)={\sqrt {gk+{\frac {\sigma k^{3}}{\rho }}}}}
Dabei ist {\displaystyle \sigma } die Oberflächenspannung und {\displaystyle \rho } die Dichte des Wassers.

### Schwerewellen unter dem Einfluss von Oberflächenspannung und Tiefe
Betrachtet man Meereswellen als Schwerewellen unter dem Einfluss von Oberflächenspannung und Tiefe, so ergänzt sich die Dispersionsrelation zu
{\displaystyle \omega ={\sqrt {\left(gk+{\frac {\sigma k^{3}}{\rho }}\right)\tanh(kh)}}}
Dabei ist {\displaystyle \sigma } die Oberflächenspannung und {\displaystyle \rho } die Dichte des Wassers.

### Elastische Wellen in isotropen Medien
In isotropen Festkörpern existieren zwei Arten von elastischen Wellen mit ihren entsprechenden Dispersionsrelationen:
- Longitudinalwellen (P-Wellen)[21]:

{\displaystyle \omega =c_{L}k,\quad c_{L}={\sqrt {\frac {\lambda +2\mu }{\rho }}}={\sqrt {\frac {K+{\frac {4}{3}}\mu }{\rho }}}}
- Transversalwellen (S-Wellen)[22]:

{\displaystyle \omega =c_{T}k,\quad c_{T}={\sqrt {\frac {\mu }{\rho }}}}
Hierbei sind {\displaystyle \lambda } und {\displaystyle \mu } die Lamé-Konstanten und {\displaystyle K=\lambda +{\textstyle {\frac {2}{3}}}\mu } der Kompressionsmodul.

### Biegewellen in Stäben
Für Schwingungen transversal in Richtung {\displaystyle x} für Biegewellen, die sich in einem dünnen Stab in Richtung {\displaystyle z} ausbreiten, gilt:
{\displaystyle \omega =\beta \ k^{2},\quad {\text{mit}}\quad \beta ={\sqrt {\frac {EI_{y}}{\rho A}}}}
wobei:
{\displaystyle E} der Elastizitätsmodul ist,
{\displaystyle I_{y}} das axiale Flächenträgheitsmoment ist,
{\displaystyle A} die Querschnittsfläche ist.
Die Frequenz oder Dispersionsrelation ist also proportional zum Quadrat des Wellenvektors. In einem unbegrenzten Medium hängt sie linear vom Wellenvektor ab.

### Querwellen in Drähten (Saiten)
Die Dispersionsrelation für Torsionswellen in einem zylindrischen Stab lautet:
{\displaystyle \omega =k{\sqrt {\frac {\sigma }{\rho }}}}
wobei {\displaystyle \sigma } die Spannung des Drahtes ist.

### Torsionsschwingungen eines Stabes
Torsionswellen in einem zylindrischen Stab folgen der Dispersionsrelation:
{\displaystyle \omega =k{\sqrt {\frac {G}{\rho }}}=k{\sqrt {\frac {\mu }{\rho }}}}
wobei {\displaystyle G} der Schubmodul ist, bzw. {\displaystyle \mu } die zweite Lamé-Konstante.

### Hörbare Schallwellen
Hörbare Schallwellen sind ein weiteres Beispiel für dispersionsfreie Wellen, da die Dispersionsrelation linear vom Wellenvektor abhängt:
{\displaystyle \omega =k{\sqrt {\gamma {\frac {p}{\rho }}}}}
bei einem Gasdruck {\displaystyle p} mit der Dichte {\displaystyle \rho } und dem Adiabatenexponent {\displaystyle \gamma }.